# Governatori generali dell'Uganda
Quello che segue è un elenco di governatori generali dell'Uganda dalla fondazione della colonia da parte degli inglesi nel 1890 sino alla proclamazione dell'indipendenza dal governo inglese e la fondazione della repubblica nel 1963 con la sostituzione del capo di stato dal monarca del Regno Unito ad un presidente locale.

## Amministratore militare, 1890–1892
- Frederick John Dealtry Lugard, 26 dicembre 1890 – maggio 1892

## Commissario, 1893–1910
- Sir Gerald Herbert Portal, 1 aprile 1893 – 30 maggio 1893
- James Ronald Leslie MacDonald, 30 maggio 1893 – 4 novembre 1893 (formalmente)
- Sir Henry Edward Colville, 4 novembre 1893 – 10 maggio 1894
- Frederick Jackson, 10 maggio 1894 – 24 agosto 1894  (formalmente)
- Ernest James Berkeley, 24 agosto 1894 – dicembre 1899
- Sir Harry Hamilton Johnston dicembre 1899 – novembre 1901
- Sir James Hayes Sadler, 1 gennaio 1902 – 20 novembre 1907 (commissario, comandante in capo e console generale)[1]
- Sir Henry Hesketh Joudou Bell, 20 novembre 1907 – 31 gennaio 1910
- Sir Harry Edward Spiller Cordeaux, 1 febbraio 1910 – 18 ottobre 1910

## Governatori dell'Uganda, 1910–1962
- Sir Harry Cordeaux, 1910 – 1911 (anche commissario all'inizio del 1910)
- Sir Frederick Jackson, 1911 – 1918
- Sir Robert Coryndon, 1918 – 1922
- Sir Geoffrey Archer, 1922 – 1925
- Sir William Gowers, 1925 – 1932
- Sir Bernard Henry Bourdillon, 1932 – 1935
- Sir Philip Mitchell, 1935 – 1940
- Sir Charles Dundas, 1940 – 1945
- Sir John Hathorn Hall, 1945 – 1952
- Sir Andrew Cohen, 1952 – 1957
- Sir Frederick Crawford, 1957 – 1961
- Sir Walter Coutts, 1961 – 1962 (anche governatore generale sino al 1963)

## Governatore generale dell'Uganda, 1962–1963
- Sir Walter Coutts, 9 ottobre 1962 – 9 ottobre 1963